# Aerolinee-Itavia-Flug 897
Auf dem Aerolinee-Itavia-Flug 897 (Flugnummer: IH897, Funkrufzeichen: ITAVIA 897), einem Linienflug der Aerolinee Itavia von Cagliari nach Genf mit planmäßigen Zwischenstopps in Bologna und Turin wurde am 1. Januar 1974 eine Fokker F28-1000 Fellowship bei Caselle Torinese in den Boden geflogen. Bei dem Unfall kamen 38 von 42 Personen an Bord ums Leben.

## Flugzeug
Die Maschine war eine Fokker F28 Fellowship 1000, die am 5. November 1969 mit dem niederländischen Testkennzeichen PH-ZAI ihren Erstflug absolviert hatte, ehe sie am 28. Februar 1970 an die Aerolinee Itavia ausgeliefert wurde. Sie trug die Werknummer 11015 sowie das Luftfahrzeugkennzeichen I-TIDE. Das zweistrahlige Kurzstreckenflugzeug war mit zwei Turbofantriebwerken des Typs Rolls-Royce Spey 555-15 ausgerüstet und hatte bis zum Zeitpunkt des Unfalls 8.712 Betriebsstunden bei 10.206 Starts und Landungen (= Flugzyklen) absolviert.

## Besatzung und Passagiere
Den Flug auf dem Flugabschnitt von Bologna nach Turin hatten 38 Passagiere angetreten. Die vierköpfige Besatzung setzte sich zusammen aus dem 42-jährigen Flugkapitän Domenico Romeo, dem Ersten Offizier Giulio Montanari, dem Techniker Gianpaolo Sciarra und dem Flugbegleiter Bruno Chiti.

## Unfallhergang
Nach einem bis dahin routinemäßigen Flug befand sich die Maschine unter schwierigen Wetterbedingungen bei Nebel in einem radargestützten Anflug auf den Flughafen Turin. Die Sichtweite im Bereich der Landebahn 36, auf der die Maschine aufsetzen sollte, betrug 900 Meter. Die Maschine streifte um 12:38 Uhr Baumkronen und anschließend das Dach eines im Bau befindlichen Gebäudes. Infolge dieser Zusammenstöße rissen die Auftriebshilfen der rechten Tragfläche ab und die Unterseite der Tragfläche riss auf. Die Maschine rollte daraufhin nach rechts. Die rechte Tragfläche und das Leitwerk kollidierten mit dem Boden und rissen beide ab. Während die Maschine weiter rollte, kollidierte schließlich auch die linke Tragfläche mit Hindernissen und riss ab. Die Maschine schlug schließlich in Rückenlage auf dem Boden auf und schlitterte teilweise gegen ein landwirtschaftliches Gebäude. Bei dem Unfall starben 38 Insassen, der Techniker Gianpaolo Sciarra und drei Passagiere überlebten.

## Ursache
Der Abschlussbericht zu dem Unfall wurde im Juni 1978, erst nach viereinhalb Jahren, veröffentlicht. Die Ermittler kamen darin zu dem Schluss, dass die Verantwortung für den Unfall den beiden Piloten, Domenico Romeo und Giulio Montanari, zuzuschreiben war, die es versäumten, den Höhenmesser zu überprüfen und trotz fehlender Sicht auf die Landebahn unter den Gleitpfad sanken, während sie einen unter diesen Bedingungen eigentlich ausgeschlossenen Anflug im Sichtflug durchführten.